# 市道102號
市道102號 基隆－福隆，西起基隆市政府前，東至新北市貢寮區福隆，全長共計39.322公里。
- 從不厭亭俯瞰市道102線。

## 支線

### 甲線
市道102甲線 雙溪－澳底，於民國40年代（1951年－1961年）由國軍工兵部隊修築而成。在區界還設有築路紀念碑，為戰備道路性質。全長9.094公里。

## 歷史沿革
主線
此公路前身為清代淡蘭古道北路（瑞芳－貢寮段），後來日治時期、戰後時期加以拓寬、改線，而成今日之路線。
- 1966年縣道102線路線為淡水－宜蘭東港，全長155.206公里。
- 1976年配合北部濱海公路部分路段通車，將淡水－基隆、福隆－宜蘭東港路段改編為台2線，本線遂縮減至基隆－福隆，全長41.738K（原60.770K~102.500K）。
- 2013年6月20日，中華民國行政院公告台2丙線終點改為福隆，自長泰（長潭）改與縣道102號共線至福隆，調整之後名稱改為暖暖－福隆（原路線名為暖暖－大溪）[1]。
- 2015年9月7日，縣道102號新北市（原臺北縣）境內路段解編，原線改編市道102號[2]。

曾有多達四條支線：
縣道102甲線
- 1966年路線為淡水－三芝，全長16.800K。
- 1976年原路線改編為縣道101線，新路線為頂雙溪－澳底，共9.465K。
- 2001年路線改為雙溪－澳底。

縣道102乙線
- 1966年路線為八堵－瑞芳，全長11.232K。
- 1986年改編為台2丁線（暖暖－瑞芳）以及北36線（瑞濱－龍潭堵）後解編。

縣道102丙線
- 1966年路線為雙溪－澳底－貢寮，全長15.142K。
- 1976年納入台2線後解編。

縣道102丁線
- 1966年路線為基隆－深澳－瑞芳，共5.946K。
- 1976年納入台2線後解編。

## 行經行政區域
主線
| 基隆市 | 中正區 | 小基隆         | 0.000  | 台2線            | 公路起點                               |
| 基隆市 | 信義區 | 田寮港         | －     | （地區道路）     |                                        |
| 基隆市 | 信義區 | 孝東交流道     | －     | 台62甲線         |                                        |
| 基隆市 | 信義區 | 深澳坑         | －     | （地區道路）     |                                        |
| 基隆市 | 信義區 | 深澳坑         | －     |                  |                                        |
| 基隆市 | 信義區 | 深澳坑         | －     | （地區道路）     |                                        |
| 基隆市 | 信義區 | 瑞芳交流道     | 7.762  | 台62線 · 北123線 | 台62線僅設東出西入 北123線終點         |
| 新北市 | 瑞芳區 | 瑞芳交流道     | 7.762  | 台62線 · 北123線 | （同上）                               |
| 新北市 | 瑞芳區 | － 平交道      |        |                  |                                        |
| 新北市 | 瑞芳區 | 龍潭堵         | －     | （地區道路）     |                                        |
| －     |        |                |        |                  |                                        |
| 基隆市 | 信義區 | 沒有主要交會點 |        |                  |                                        |
| －     |        |                |        |                  |                                        |
| 新北市 | 瑞芳區 | 龍潭堵         | －     | 北36線           | 北36線終點                             |
| 新北市 | 瑞芳區 | 龍潭堵         | －     | 台2丁線          |                                        |
| 新北市 | 瑞芳區 | － 跨越宜蘭線  |        |                  |                                        |
| 新北市 | 瑞芳區 | 柑子瀨         | －     | 北37線           | 北37線起點                             |
| 新北市 | 瑞芳區 | 七番坑         | －     | （地區道路）     |                                        |
| 新北市 | 瑞芳區 | －             |        |                  |                                        |
| 新北市 | 瑞芳區 | 九份           | 15.000 | 北35線           | 北35線終點                             |
| 新北市 | 瑞芳區 | 九份           | －     | 北34線           | 北34線起點                             |
| 新北市 | 瑞芳區 | 大粗坑         | －     | （地區道路）     |                                        |
| 新北市 | 雙溪區 | 三貂嶺         | －     | （地區道路）     |                                        |
| 新北市 | 雙溪區 | 尪仔寮坑       | 28.000 | 北37線           | 北37線終點                             |
| 新北市 | 雙溪區 | －             |        |                  |                                        |
| 新北市 | 雙溪區 | 牡丹           | －     | （地區道路）     |                                        |
| 新北市 | 雙溪區 | 牡丹           | －     |                  |                                        |
| 新北市 | 雙溪區 | 牡丹           | －     | （地區道路）     |                                        |
| 新北市 | 雙溪區 | 雙溪市區       | 30.404 | 市道102甲線      | 市道102甲線線起點                      |
| 新北市 | 雙溪區 | 雙溪市區       | －     | 北38線           | 與北38線共線起點                       |
| 新北市 | 雙溪區 | 雙溪市區       | －     | 北38線           | 與北38線共線終點                       |
| 新北市 | 雙溪區 | －             |        |                  |                                        |
| 新北市 | 雙溪區 | 過港           | －     | 台2丙線          | 與台2丙線共線起點                      |
| 新北市 | 雙溪區 | 礁溪           | －     | 台2丙線          | 與台2丙線共線終點                      |
| 新北市 | 雙溪區 | －             |        |                  |                                        |
| 新北市 | 雙溪區 | 丁子蘭坑口     | －     | 北39線           | 北39線起點                             |
| 新北市 | 雙溪區 | 八股           | －     | （地區道路）     |                                        |
| 新北市 | 貢寮區 | 長潭           | －     | 台2丙線          | 與台2丙線共線起點                      |
| 新北市 | 貢寮區 | 貢寮市區       | －     | 北40線 · 台2丙線 | 北40線終點                             |
| 新北市 | 貢寮區 | －             |        |                  |                                        |
| 新北市 | 貢寮區 | 下雙溪         | －     | 台2丙線          |                                        |
| 新北市 | 貢寮區 | 下雙溪         | －     |                  |                                        |
| 新北市 | 貢寮區 | 下雙溪         | －     | 台2丙線          |                                        |
| 新北市 | 貢寮區 | － 跨越宜蘭線  |        |                  |                                        |
| 新北市 | 貢寮區 | 福隆           | 39.673 | 台2線 · 台2丙線  | 公路終點 台2丙線終點 與台2丙線共線終點 |
| 共線   |        |                |        |                  |                                        |

甲線
全線均位於新北市境內。
| 雙溪區 | 雙溪市區 | 0.000 | 市道102號    | 公路起點 |  |
| 雙溪區 | 雙溪市區 | －    |              |          |  |
| 雙溪區 | 雙溪市區 | －    | （地區道路） |          |  |
| 雙溪區 | 三叉港   | －    | （地區道路） |          |  |
| 雙溪區 | 三叉港   | －    |              |          |  |
| 雙溪區 | 三叉港   | －    | （地區道路） |          |  |
| 雙溪區 | 三叉港   | －    |              |          |  |
| 雙溪區 | 三叉港   | －    | （地區道路） |          |  |
| 貢寮區 | 雞母嶺   | －    | （地區道路） |          |  |
| 貢寮區 | 內寮     | －    | （地區道路） |          |  |
| 貢寮區 | 澳底     | 9.140 | 台2線        | 公路終點 |  |
|        |          |       |              |          |  |

## 沿線路名
| 主線 - 信二路 - 東信路 - 培德路 - 孝東路 - 深澳坑路 - 逢甲路 - 明燈路 - 汽車路 - 聖南路 - 中正路 - 太平路 - 中山路 - 長泰路 - 泮宮路 - 下雙溪街 - 田寮洋街 | 甲線 - 中華路 - 土地公嶺街 - 文秀坑街 - 丹裡街 |

## 沿線設施與景點
| 主線 - 基隆市政府 - 中正公園 - 衛生福利部基隆醫院 - 基隆市私立光隆高級家事商業職業學校 - 基隆市立體育館 - 國立基隆女子高級中學 - 基隆市立信義國民中學 - 基隆市私立培德高級工業家事職業學校 - 孝東交流道（台62甲線） - 基隆市信義區深澳國民小學 - 八斗子交流道（台62線） - 新北市瑞芳區義方國民小學 - 新北市立瑞芳高級工業職業學校 - 瑞芳車站（宜蘭線） - 新北市瑞芳區公所 - 九份老街 - 新北市立欽賢國民中學 - 不厭亭 - 金瓜石地質公園 - 新北市立雙溪高級中學 - 新北市立貢寮國民中學 | 甲線 - 雙溪車站（宜蘭線） |